# Willi Steinhörster
Willi Steinhörster (* 2. März 1908 in Brunsbüttel; † 26. November 1978 in Itzehoe) war ein deutscher Politiker (SPD).

## Leben und Beruf
Nach dem Besuch der Volksschule absolvierte Steinhörster eine Lehre bei einem Bankinstitut und war anschließend als Buchhalter und Prokurist überwiegend bei gewerkschaftlich-genossenschaftlichen Bauunternehmen in Schleswig-Holstein tätig. Nach der Machtübernahme durch die Nationalsozialisten wurde er 1933 entlassen und auch vorübergehend inhaftiert. Steinhörster nahm als Soldat am Zweiten Weltkrieg teil und arbeitete nach der Entlassung aus der Kriegsgefangenschaft als kaufmännischer Angestellter.
Er war zweimal verheiratet und hatte zwei Kinder aus erster Ehe.

## Abgeordneter
Steinhörster, seit 1927 Mitglied der SPD, gehörte von 1946 bis 1947 den beiden ernannten Landtagen von Schleswig-Holstein und 1947/48 auch dem Zonenbeirat der Britischen Besatzungszone an. Von 1947 bis 1950 war er Mitglied des Landtages als direkt gewählter Abgeordneter des Wahlkreises Steinburg. Ab dem 20. Dezember 1946 war Steinhörster Vorsitzender des Finanzausschusses.
Von 1949 bis 1953 war Steinhörster Mitglied des Deutschen Bundestages und dort ab dem 20. März 1952 stellvertretender Vorsitzender des Ausschusses für Grenzlandfragen. 1951 setzte er gemeinsam mit Paul Bausch (CDU) die institutionelle Förderung des Bundes für Vogelschutz (heute NABU) aus dem Bundeshaushalt durch. Steinhörster zog als direkt gewählter Abgeordneter des Wahlkreises Steinburg in den Bundestag ein.
Von 1956 bis 1960 gehörte er dem Kreistag des Kreises Recklinghausen an.

## Öffentliche Ämter
Steinhörster war vom 29. November 1947 bis zum 22. November 1948 ehrenamtlicher Landrat des Kreises Steinburg und von 1956 bis 1960 des Kreises Recklinghausen. Von 1960 bis zum Eintritt in den Ruhestand 1971 war er schließlich Beigeordneter für das Wirtschaftsdezernat der Stadt Recklinghausen.